# Badminton ai Giochi olimpici
Il badminton ha debuttato ai Giochi olimpici nella XXV edizione svoltasi nel 1992 a Barcellona. Precedentemente aveva fatto parte del programma solamente come sport dimostrativo a Monaco di Baviera 1972.
Soltanto nella prima edizione furono assegnate due medaglie di bronzo per disciplina (sia al terzo che al quarto classificato senza bisogno di un'ulteriore partita finale).

## Medagliere
Aggiornato a Parigi 2024.
| Pos    | Nazione       | Oro | Argento | Bronzo | Totale |
| ------ | ------------- | --- | ------- | ------ | ------ |
| 1      | Cina          | 22  | 15      | 15     | 52     |
| 2      | Indonesia     | 8   | 6       | 8      | 22     |
| 3      | Corea del Sud | 7   | 8       | 7      | 22     |
| 4      | Danimarca     | 3   | 3       | 4      | 10     |
| 5      | Taipei cinese | 2   | 1       | 0      | 3      |
| 6      | Giappone      | 1   | 1       | 4      | 6      |
| 7      | Spagna        | 1   | 0       | 0      | 1      |
| 8      | Malaysia      | 0   | 6       | 5      | 11     |
| 9      | Gran Bretagna | 0   | 1       | 2      | 3      |
| 9      | India         | 0   | 1       | 2      | 3      |
| 11     | Paesi Bassi   | 0   | 1       | 0      | 1      |
| 11     | Thailandia    | 0   | 1       | 0      | 1      |
| 12     | Russia        | 0   | 0       | 1      | 1      |
| Totale | Totale        | 44  | 44      | 48     | 136    |

## Albo d'oro

### Maschile

#### Singolo
| Edizione                                       | Oro                                            | Argento                               | Bronzo                                |
| ---------------------------------------------- | ---------------------------------------------- | ------------------------------------- | ------------------------------------- |
| Monaco di Baviera 1972                         | Rudy Hartono                                   | Svend Pri                             | Sture Johnsson                        |
| Monaco di Baviera 1972                         | Rudy Hartono                                   | Svend Pri                             | Wolfgang Bochow                       |
| Barcellona 1992                                | Alan Budikusuma                                | Ardy Wiranata                         | Thomas Stuer-Lauridsen                |
| Barcellona 1992                                | Alan Budikusuma                                | Ardy Wiranata                         | Hermawan Susanto                      |
| Atlanta 1996                                   | Poul-Erik Høyer Larsen                         | Dong Jiong                            | Rashid Sidek                          |
| Sydney 2000                                    | Ji Xinpeng                                     | Hendrawan                             | Xia Xuanze                            |
| Atene 2004                                     | Taufik Hidayat                                 | Shon Seung-mo                         | Sony Dwi Kuncoro                      |
| Pechino 2008                                   | Lin Dan                                        | Lee Chong Wei                         | Chen Jin                              |
| Londra 2012                                    | Lin Dan                                        | Lee Chong Wei                         | Chen Long                             |
| Rio de Janeiro 2016                            | Chen Long                                      | Lee Chong Wei                         | Viktor Axelsen                        |
| Tokyo 2020                                     | Viktor Axelsen                                 | Chen Long                             | Anthony Sinisuka Ginting              |
| Parigi 2024                                    | Viktor Axelsen                                 | Kunlavut Vitidsarn                    | Zii Jia Lee                           |
| Atleta meglio premiato: Viktor Axelsen (2/0/1) | Atleta meglio premiato: Viktor Axelsen (2/0/1) | Nazione meglio premiata: Cina (4/2/3) | Nazione meglio premiata: Cina (4/2/3) |

#### Doppio
| Edizione                                   | Oro                                        | Argento                                    | Bronzo                                       |
| ------------------------------------------ | ------------------------------------------ | ------------------------------------------ | -------------------------------------------- |
| Monaco di Baviera 1972                     | Indonesia Ade Chandra - Christian Hadinata | Malaysia Ng Boon Bee - Punch Gunalan       | Gran Bretagna Elliot Stuart - Derek Talbot   |
| Monaco di Baviera 1972                     | Indonesia Ade Chandra - Christian Hadinata | Malaysia Ng Boon Bee - Punch Gunalan       | Germania Ovest Willi Braun - Roland Maywald  |
| Barcellona 1992                            | Corea del Sud Kim Moon-soo - Park Joo-bong | Indonesia Eddy Hartono - Rudy Gunawan      | Cina Li Yongbo - Tian Bingyi                 |
| Barcellona 1992                            | Corea del Sud Kim Moon-soo - Park Joo-bong | Indonesia Eddy Hartono - Rudy Gunawan      | Malaysia Razif Sidek - Jalani Sidek          |
| Atlanta 1996                               | Indonesia Rexy Mainaky - Ricky Subagja     | Malaysia Cheah Soon Kit - Yap Kim Hock     | Indonesia Antonius Ariantho - Denny Kantono  |
| Sydney 2000                                | Indonesia Tony Gunawan - Candra Wijaya     | Corea del Sud Lee Dong-soo - Yoo Yong-sung | Corea del Sud Ha Tae-kwon - Kim Dong-moon    |
| Atene 2004                                 | Corea del Sud Kim Dong-moon - Ha Tae-kwon  | Corea del Sud Lee Dong-soo - Yoo Yong-sung | Indonesia Eng Hian - Flandy Limpele          |
| Pechino 2008                               | Indonesia Markis Kido - Hendra Setiawan    | Cina Cai Yun - Fu Haifeng                  | Corea del Sud Hwang Ji-man - Lee Jae-jin     |
| Londra 2012                                | Cina Cai Yun - Fu Haifeng                  | Danimarca Mathias Boe - Carsten Mogensen   | Corea del Sud Jung Jae-sung - Lee Yong-dae   |
| Rio de Janeiro 2016                        | Cina Fu Haifeng - Zhang Nan                | Malaysia Tan Wee Kiong - Goh V Shem        | Gran Bretagna Marcus Ellis - Chris Langridge |
| Tokyo 2020                                 | Taipei cinese Lee Yang - Wang Chi-lin      | Cina Li Junhui - Liu Yuchen                | Malaysia Aaron Chia - Soh Wooi Yik           |
| Parigi 2024                                | Taipei cinese Lee Yang - Wang Chi-lin      | Cina Liang Wei Keng - Wang Chang           | Malaysia Aaron Chia - Soh Wooi Yik           |
| Atleta meglio premiato: Fu Haifeng (2/1/0) | Atleta meglio premiato: Fu Haifeng (2/1/0) | Nazione meglio premiata: Indonesia (4/1/2) | Nazione meglio premiata: Indonesia (4/1/2)   |

### Femminile

#### Singolo
| Edizione                                   | Oro                                        | Argento                               | Bronzo                                |
| ------------------------------------------ | ------------------------------------------ | ------------------------------------- | ------------------------------------- |
| Monaco di Baviera 1972                     | Noriko Nakayama                            | Utami Dewi                            | Gillian Gilks                         |
| Monaco di Baviera 1972                     | Noriko Nakayama                            | Utami Dewi                            | Hiroe Yuki                            |
| Barcellona 1992                            | Susi Susanti                               | Bang Soo-hyun                         | Huang Hua                             |
| Barcellona 1992                            | Susi Susanti                               | Bang Soo-hyun                         | Tang Jiuhong                          |
| Atlanta 1996                               | Bang Soo-hyun                              | Mia Audina                            | Susi Susanti                          |
| Sydney 2000                                | Gong Zhichao                               | Camilla Martin                        | Ye Zhaoying                           |
| Atene 2004                                 | Zhang Ning                                 | Mia Audina                            | Zhou Mi                               |
| Pechino 2008                               | Zhang Ning                                 | Xie Xingfang                          | Maria Kristin Yulianti                |
| Londra 2012                                | Li Xuerui                                  | Wang Yihan                            | Saina Nehwal                          |
| Rio de Janeiro 2016                        | Carolina Marín                             | Pusarla Sindhu                        | Nozomi Okuhara                        |
| Tokyo 2020                                 | Chen Yufei                                 | Tai Tzu-ying                          | Pusarla Sindhu                        |
| Parigi 2024                                | An Se-young                                | He Bingjiao                           | Gregoria Mariska Tunjung              |
| Atleta meglio premiato: Zhang Ning (2/0/0) | Atleta meglio premiato: Zhang Ning (2/0/0) | Nazione meglio premiata: Cina (5/3/4) | Nazione meglio premiata: Cina (5/3/4) |

#### Doppio
| Edizione                                        | Oro                                             | Argento                                             | Bronzo                                         |
| ----------------------------------------------- | ----------------------------------------------- | --------------------------------------------------- | ---------------------------------------------- |
| Barcellona 1992                                 | Corea del Sud Hwang Hye-young - Chung So-young  | Cina Guan Weizhen - Nong Qunhua                     | Corea del Sud Gil Young-ah - Shim Eun-jung     |
| Barcellona 1992                                 | Corea del Sud Hwang Hye-young - Chung So-young  | Cina Guan Weizhen - Nong Qunhua                     | Cina Lin Yanfen- Yao Fen                       |
| Atlanta 1996                                    | Cina Ge Fei - Gu Jun                            | Corea del Sud Gil Young-ah - Jang Hye-ock           | Cina Qin Yiyuan - Tang Yongshu                 |
| Sydney 2000                                     | Cina Ge Fei - Gu Jun                            | Cina Huang Nanyan - Yang Wei                        | Cina Gao Ling - Qin Yiyuan                     |
| Atene 2004                                      | Cina Zhang Jiewen - Yang Wei                    | Cina Huang Sui - Gao Ling                           | Corea del Sud Ra Kyung-min - Lee Kyung-won     |
| Pechino 2008                                    | Cina Du Jing - Yu Yang                          | Corea del Sud Lee Hyo-jung - Lee Kyung-won          | Cina Wei Yili - Zhang Yawen                    |
| Londra 2012                                     | Cina Tian Qing - Zhao Yunlei                    | Giappone Mizuki Fujii - Reika Kakiiwa               | Russia Valeria Sorokina - Nina Vislova         |
| Rio de Janeiro 2016                             | Giappone Misaki Matsutomo - Ayaka Takahashi     | Danimarca Christinna Pedersen - Kamilla Rytter Juhl | Corea del Sud Jung Kyung-eun - Shin Seung-chan |
| Tokyo 2020                                      | Indonesia Greysia Polii - Apriyani Rahayu       | Cina Chen Qing Chen - Jia Yi Fan                    | Corea del Sud Kim Soyeong - Kong Heeyong       |
| Parigi 2024                                     | Cina Chen Qing Chen - Jia Yi Fan                | Cina Liu Sheng Shu - Tan Ning                       | Giappone Nami Matsuyama - Shida Chiharu        |
| Atleta meglio premiato: Ge Fei e Gu Jun (2/0/0) | Atleta meglio premiato: Ge Fei e Gu Jun (2/0/0) | Nazione meglio premiata: Cina (6/5/4)               | Nazione meglio premiata: Cina (6/5/4)          |

### Misto

#### Doppio
| Edizione                                             | Oro                                                  | Argento                                    | Bronzo                                                  |
| ---------------------------------------------------- | ---------------------------------------------------- | ------------------------------------------ | ------------------------------------------------------- |
| Monaco di Baviera 1972                               | Gran Bretagna Derek Talbot - Gillian Gilks           | Danimarca Svend Pri - Ulla Strand          | Germania Ovest Roland Maywald - Brigitte Steden         |
| Monaco di Baviera 1972                               | Gran Bretagna Derek Talbot - Gillian Gilks           | Danimarca Svend Pri - Ulla Strand          | Indonesia Christian Hadinata - Utami Dewi               |
| Atlanta 1996                                         | Corea del Sud Kim Dong-moon - Gil Young-ah           | Corea del Sud Park Joo-bong - Ra Kyung-min | Cina Liu Jianjun - Sun Man                              |
| Sydney 2000                                          | Cina Zhang Jun - Gao Ling                            | Indonesia Tri Kusharyanto - Minarti Timur  | Gran Bretagna Simon Archer - Joanne Goode               |
| Atene 2004                                           | Cina Zhang Jun - Gao Ling                            | Gran Bretagna Nathan Robertson - Gail Emms | Danimarca Jens Eriksen - Mette Schjoldager              |
| Pechino 2008                                         | Corea del Sud Lee Hyo-jung - Lee Yong-dae            | Indonesia Lilyana Natsir - Nova Widianto   | Cina He Hanbin - Yu Yang                                |
| Londra 2012                                          | Cina Zhang Nan - Zhao Yunlei                         | Cina Xu Chen - Ma Jin                      | Danimarca Joachim Fischer Nielsen - Christinna Pedersen |
| Rio de Janeiro 2016                                  | Indonesia Tontowi Ahmad - Lilyana Natsir             | Malaysia Chan Peng Soon - Goh Liu Ying     | Cina Zhang Nan - Zhao Yunlei                            |
| Tokyo 2020                                           | Cina Wang Yilyu - Huang Dongping                     | Cina Zheng Siwei - Huang Yaqiong           | Giappone Yūta Watanabe - Arisa Higashino                |
| Parigi 2024                                          | Cina Zheng Si Wei - Huang Ya Qiong                   | Corea del Sud Kim Won Ho - Jeong Na Eun    | Giappone Yūta Watanabe - Arisa Higashino                |
| Atleta meglio premiato: Zhang Jun e Gao Ling (2/0/0) | Atleta meglio premiato: Zhang Jun e Gao Ling (2/0/0) | Nazione meglio premiata: Cina (5/2/3)      | Nazione meglio premiata: Cina (5/2/3)                   |